# Kabinet-Méline
Het Kabinet-Méline (29 april 1896 - 29 juni 1898) was een Frans regeringskabinet.

## Samenstelling
- Jules Méline - President van de Raad (premier) en minister van Landbouw
- Gabriel Hanotaux - Minister van Buitenlandse Zaken
- Jean-Baptiste Billot - Minister van Oorlog
- Louis Barthou - Minister van Binnenlandse Zaken
- Georges Cochery - Minister van Financiën
- Jean-Baptiste Darlan - Minister van Justitie en Grootzegelbewaarder
- Armand Louis Charles Gustave Besnard - Minister van Marine
- Alfred Rambaud - Minister van Onderwijs, Schone Kunsten en Kerkelijke Zaken
- André Lebon - Minister van Koloniën
- Adolphe Turrel - Minister van Openbare Werken
- Henry Boucher - Minister van Handel, Industrie, Posterijen en Telegrafie

## Wijzigingen
- 26 september 1896 - Jean-Baptiste Darlan volgt Rambaud als minister van Kerkelijke Zaken. Darlan blijft ook minister van Justitie. Rambaud blijft minister van Openbare Werken en Schone Kunsten.
- 1 december 1897 - Victor Milliard volgt Darlan op als minister van Justitie en Kerkelijke Zaken.
- 31 mei 1898 - Gabriel Hanotaux volgt Lebon op als interim minister van Koloniën, en blijft ook minister van Buitenlandse Zaken.